# 布德尼克山
66°17′S 110°32′E / 66.283°S 110.533°E
布德尼克山是南極洲的山峰，位於威爾克斯地，處於紐科姆灣南部，在1946-47年根據美國海軍空中照片繪入地圖，以澳大利亞探險隊的測量員命名。